# Bulletin des juridictions indigènes et du droit coutumier congolais
Le Bulletin des juridictions indigènes et du droit coutumier congolais (BJIDCC) est un supplément de la Revue juridique du Congo belge publié par la Société d’études juridiques du Katanga. 
Il fut publié de 1933 à 1963 et à rythme bimestriel. L'essentiel des travaux porte sur des articles de types jurisprudentiels et doctrinaux. En juillet 1960, le Bulletin fut renommé Bulletin des tribunaux coutumiers.

## Contexte
La période dite du Congo belge s’étend de 1908 au 30 juin 1960, date de l’indépendance. Durant cette période, l’administration belge a pour dessein d’inscrire la colonisation de sa colonie dans la lignée de ce qu’était la « mission civilisatrice ». La théorie étant que seuls les Européens étaient civilisés, le but était alors d’éduquer les populations africaines, y compris par la force. Il était nécessaire de légitimer cette œuvre coloniale et pour cela, le Congo belge devient l’objet d’études géographiques, ethnographiques ou encore juridiques.

## Décret du 15 avril 1926
L’instrument du droit occupe une place très importante dans les colonies car il était essentiel d’établir des règles et les faire respecter. Pour parvenir à exercer un pouvoir sur les indigènes il fallait maîtriser leur organisation politique et sociale. 
Le décret du 15 avril 1926, relatif aux juridictions indigènes, eut pour but immédiat de faire entrer ces juridictions dans le cadre de la justice réglée. Il établit l'existence, d’une part, des tribunaux européens et, d'autre part, des juridictions indigènes.
Avant l’établissement du décret, les litiges entre les congolais étaient soit jugés par les chefs de tribu, en accord avec la coutume, ou réglés par les européens qui avaient tendance à choisir les solutions d’opportunité, de facilité et de bon sens apparent. Le décret mit en place un nouveau principe : les affaires indigènes devaient désormais être jugées d’après les coutumes. Il fallait dès lors appliquer sa propre coutume à chaque groupe précis et essayer de déterminer la volonté des parties.

## Fondateurs
Le supplément à la Revue Juridique du Congo belge est fondé par Antoine Sohier, un magistrat belge connu pour son œuvre au développement du droit coutumier congolais durant la période coloniale. Il a d’abord, avec l'aide de l’ancien président de la cour d’appel d’Elisabethville (actuellement Lubumbashi), Joseph Derriks, fondé la Revue Juridique du Congo belge.

## Exercice du pouvoir colonial par le droit
Le Bulletin des juridictions indigènes et du droit coutumier congolais a permis aux administrateurs d’uniformiser le droit coutumier congolais qui devait être appliqué au sein des juridictions indigènes. Les indigènes, sous l’administration belge, devaient être jugés par les juridictions indigènes selon les coutumes locales, « sauf lorsque celles-ci étaient contraires à l'ordre public ou à la législation écrite qui a pour but de se substituer aux coutumes ».
Les administrateurs belges, par leurs recherches, ont eu un grand impact sur les décisions prises au sein des juridictions indigènes. Les recherches publiées au sein du Bulletin devinrent l’information de référence en ce qui concerne les us et coutumes des populations colonisées observées. Le but du Bulletin était d’être une référence, un guide pour ces juridictions indigènes fraîchement créées par le décret du 15 avril 1926.
En effet, le droit coutumier appliqué au sein des juridictions ne reflétait pas exactement les us et coutumes pratiquées par les colonisés mais une coutume congolaise remaniée par les administrateurs belges afin que ce droit coutumier soit en concordance avec la mission civilisatrice de l’époque coloniale. Le Bulletin permet actuellement d’étudier ce que les colonisateurs considéraient le droit coutumier congolais et la manière dont ils l’ont « civilisé ».
Les administrateurs territoriaux, lorsqu’ils faisaient des recherches pour le Bulletin, contrôlaient, encadraient et modifiaient les coutumes qu'ils analysaient. Les us et coutumes des colonisés étaient interprétés avec la culture juridique occidentale des colonisateurs. Ce sont les contributeurs au Bulletin qui ont créé ce droit coutumier.

## Structure du bulletin
Le Bulletin était composé d’un sommaire reprenant les noms des différents auteurs des articles. Une fois par an, dans le dernier volume, une table alphabétique listait tous les auteurs, les études et la jurisprudence.
Le bulletin se scindait globalement en deux parties : les travaux et la jurisprudence.

### Travaux
La revue commençait toujours par la présentation des informations collectées à propos des populations indigènes. On y décrivait leur mode de vie, leurs croyances et superstitions, leurs caractéristiques physiques, l’organisation politique en vigueur dans ces endroits. Le but était de recenser le droit indigène afin de pouvoir ensuite effectuer un répertoire de coutumes pour les juges de juridictions indigènes.
Ces recherches étaient souvent l’œuvre de contributeurs. Les auteurs qui souhaitaient être publiés pouvaient envoyer spontanément leurs textes à la Société d’Études juridiques du Katanga. Cet appel à contribution s’adressait non seulement aux magistrats, mais aussi aux missionnaires et fonctionnaires territoriaux.
Il existait plusieurs thématiques auxquelles les territoriaux s’intéressaient particulièrement. Parmi celles-ci, on retrouvait : l’enquête sur le droit coutumier, l’organisation et les coutumes judiciaires et l'univers spirituel de la population congolaise.

#### Enquête sur le droit coutumier
Plusieurs travaux publiés dans le Bulletin traitaient du droit coutumier et des coutumes congolaises. Le premier numéro présentait, par exemple, le Kisungu, une coutume préparant les filles au mariage.
Dans la circulaire du 11 février 1932, le Parquet d’Élisabethville (aujourd’hui Lubumbashi) décida de procéder à une enquête systématique sur le droit coutumier indigène et pour cela, les administrateurs territoriaux souhaitant collaborer devaient pouvoir répondre à une série de questions sur les populations étudiées. L’idée était alors de fournir un travail essentiellement pratique, immédiatement utilisable par les fonctionnaires territoriaux et leurs auxiliaires.

#### Organisation et les coutumes judiciaires
Cette catégorie regroupait les articles abordant l’organisation judiciaire de la colonie. Malgré l’existence de juridictions occidentales, on se concentrait ici essentiellement sur les juridictions indigènes. Par exemple, en 1934, une section est consacrée aux coutumes judiciaires des Lalia.

#### Univers spirituels de la population congolaise
Le spirituel occupant au sein de la population une place importante, elle était sujet à énormément de travaux de la part des fonctionnaires territoriaux. Cet aspect spirituel avait également un grand intérêt pour l’administration, en raison de la présence de sectes dont l’existence débouchait parfois sur des revendications politiques menaçant l’ordre colonial.

### Jurisprudence
La deuxième partie de la revue faisait état de cas de jurisprudence. On retrouvait alors les prémices de l’affaire, les discussions ainsi que le dispositif (c’est-à-dire les décisions prises par la juridiction).

## Ligne éditoriale
Le contenu du Bulletin est le reflet des préoccupations de l’époque en matière coloniale. Le souhait de la rédaction était de discipliner les sujets, via l’instrument juridique, en créant un cadre d’évolution des pratiques déjà existantes.
Les contributeurs du Bulletin étant des fonctionnaires territoriaux, membres de l'administration coloniale, ils n'avaient pour la plupart aucune légitimité scientifique à proprement dit. La seule légitimité qu'ils considéraient détenir était la supériorité de leur position. Les contributions au Bulletin étaient donc souvent biaisées par la perception que ces fonctionnaires territoriaux avaient des Congolais. 
Les textes édités étaient de nature très descriptive et les contributions se rapprochaient d’un compte-rendu anthropologique. Les propos des contributeurs étaient figés, tant sur le plan social que temporel. Sur le plan social, les colonisateurs ne se gênaient pas de mobiliser leurs a priori sur les populations étudiées et utilisaient des procédés de généralisation vis-à-vis des comportements observés. Pour eux, les sujets étudiés appartenaient à un corps homogène organisé en tribu et cela ne faisait place à aucune exception. Sur le plan temporel, les contributeurs considéraient les coutumes comme non évoluées et destinées à le rester, elles étaient figées dans le temps. De façon générale, de fausses informations étaient volontairement glissées dans les textes afin de garantir les intérêts des colonisateurs. De plus, la posture de supériorité et la conception racialiste des contributeurs les conduisaient à mobiliser un ton condescendant, voire péjoratif, dans leurs articles.
Un défaut flagrant de rigueur, de documentation et de sources identifiables est donc présent dans la rédaction du Bulletin et peuvent nous conduire à douter de la fiabilité et de la qualité des contributions. Le discours colonial domine clairement dans les écrits. Les contributeurs sont présentés comme des experts. Les fonctionnaires ayant participé à la rédaction du Bulletin ont largement contribué à la constitution des « sciences coloniales ». Ce travail n’était évidemment pas désintéressé car il s’inscrivait dans une dynamique de domination et de pouvoir. Leurs écrits étaient destinés à mieux connaître la population locale pour, ensuite, légitimer davantage le projet colonial.

## Existence du bulletin après l'indépendance du Congo
La dernière édition du Bulletin fut publiée en 1963, soit trois ans après l'indépendance du Congo, le 30 juin 1960. Mais lors de l’indépendance, le Bulletin des juridictions indigènes et du droit coutumier congolais changea de nom et devint Le Bulletin des tribunaux coutumiers.